# Smilax latipes
Smilax latipes là một loài thực vật có hoa trong họ Smilacaceae. Loài này được Gleason miêu tả khoa học đầu tiên năm 1929.